# 克托沃區

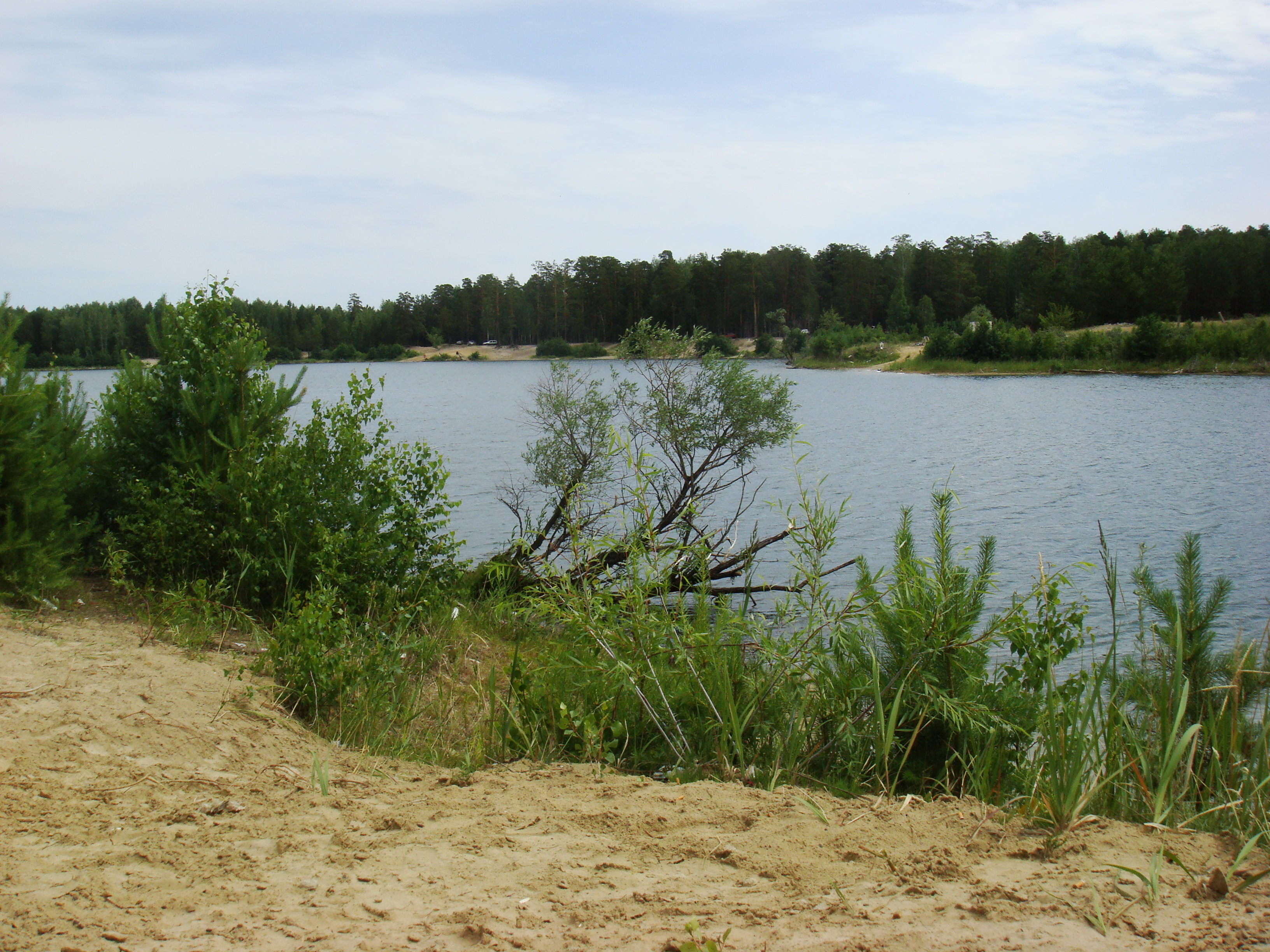

55°21′09″N 65°19′41″E / 55.35250°N 65.32806°E
克托沃區（俄语：Кетовский район），是俄羅斯的一個區，位於該國南部，由庫爾干州負責管轄，面積3,550平方公里，2010年該區人口55,427，人口密度每平方公里15.61人。